# Psammisia longicaulis
Psammisia longicaulis är en ljungväxtart som beskrevs av A. C. Smith. Psammisia longicaulis ingår i släktet Psammisia och familjen ljungväxter. Inga underarter finns listade i Catalogue of Life.